# Basedow (Szlezwik-Holsztyn)
Basedow – gmina w Niemczech w kraju związkowym Szlezwik-Holsztyn, w powiecie Herzogtum Lauenburg, wchodzi w skład urzędu Lütau.